# 克拉斯諾沃利亞 (科韋利區)
51°17′15″N 24°35′18″E / 51.28750°N 24.58833°E
克拉斯諾沃利亞（烏克蘭語：Красноволя），是烏克蘭的村落，位於該國西部沃倫州，由科韋利區負責管轄，面積0.001平方公里，海拔高度約172米，2001年該村落人口113。